# Bradley August
Bradley August, né le 24 septembre 1978 au Cap en Afrique du Sud, est un footballeur international sud-africain, qui évoluait au poste d'attaquant.

## Biographie

### Carrière en club
Au cours de sa carrière de joueur, Bradley August dispute notamment 61 matchs en première division danoise, pour 15 buts inscrits, et 239 matchs en première division sud-africaine, pour 45 buts inscrits.

### Carrière internationale
Bradley August compte 16 sélections et 2 buts avec l'équipe d'Afrique du Sud entre 2000 et 2002.
Il est convoqué pour la première fois en équipe d'Afrique du Sud par le sélectionneur national Trott Moloto, pour un match des éliminatoires de la CAN 2002 contre le Congo le 3 septembre 2000, où il marque son premier but en sélection durant cette rencontre. Le match se solde par une victoire 2-1 des Sud-Africains.
Il fait partie de la liste des 22 joueurs sud-africains sélectionnés pour disputer la CAN de 2002 au Mali, où il joue trois matchs en tant que titulaire. L'Afrique du Sud est éliminée aux stade des quarts de finale.
Il reçoit sa dernière sélection le 12 mai 2002 contre la Madagascar lors d'un match amical. Le rencontre se solde par une victoire 1-0 des Sud-Africains.

## Palmarès
- Avec le Santos Cape Town
  - Champion d'Afrique du Sud en 2002

- Avec le Vasco da Gama Cape Town
  - Champion d'Afrique du Sud de D2 en 2010

## Statistiques

### Buts en sélection
Le tableau suivant liste tous les buts inscrits par Bradley August avec l'équipe d'Afrique du Sud.